# 包金山
包金山（1939年6月—），男，蒙古族，内蒙古科尔沁左翼后旗人，中国蒙医整骨专家，内蒙古民族大学附属医院主任医师，第三届国医大师，第九届全国人大代表。